# Landschaftsschutzgebiet Hecken-Grünlandkomplex nordöstlich Kohlstädt

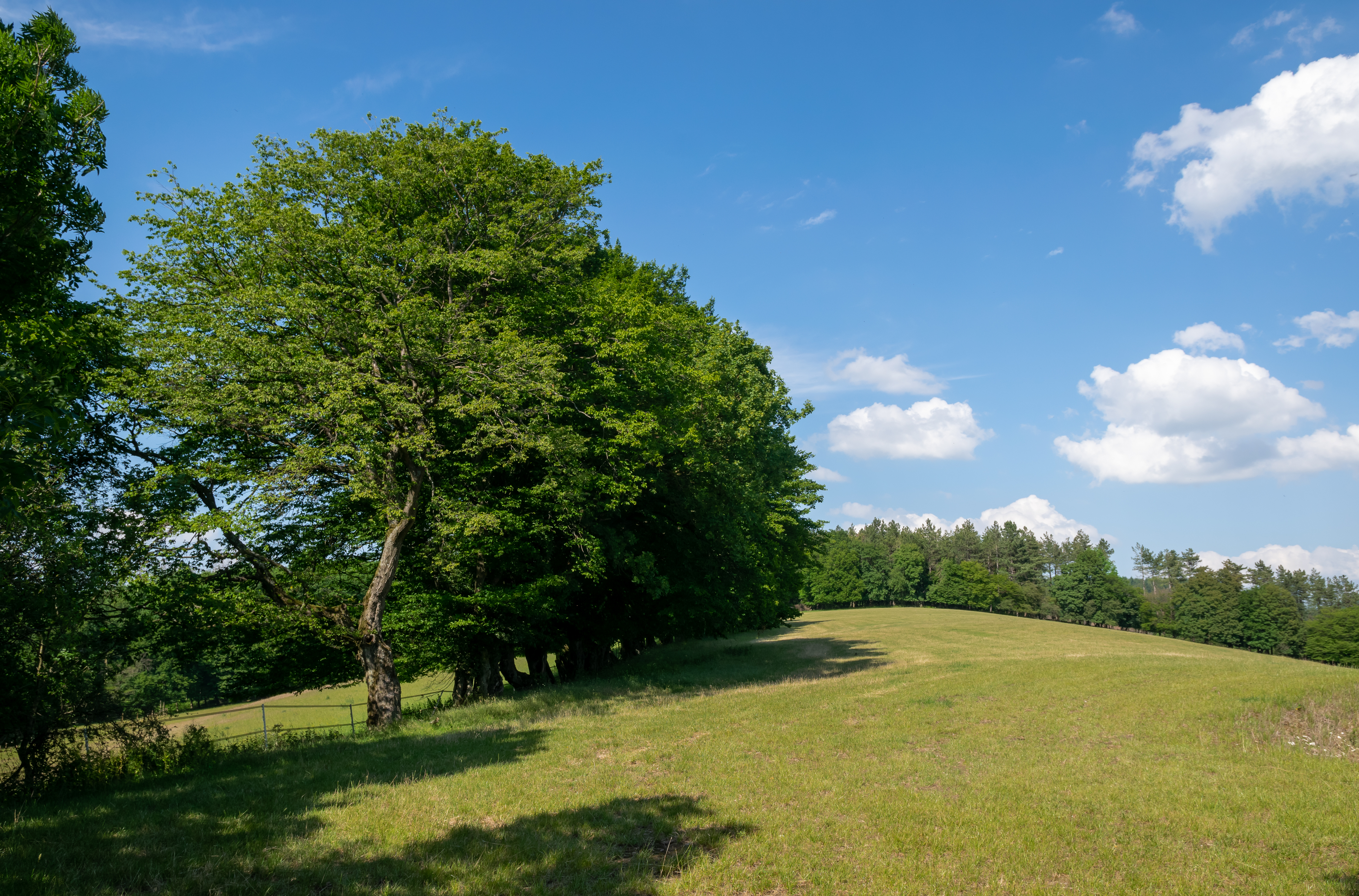
Landschaftsschutzgebiet Hecken-Grünlandkomplex nordöstlich Kohlstädt

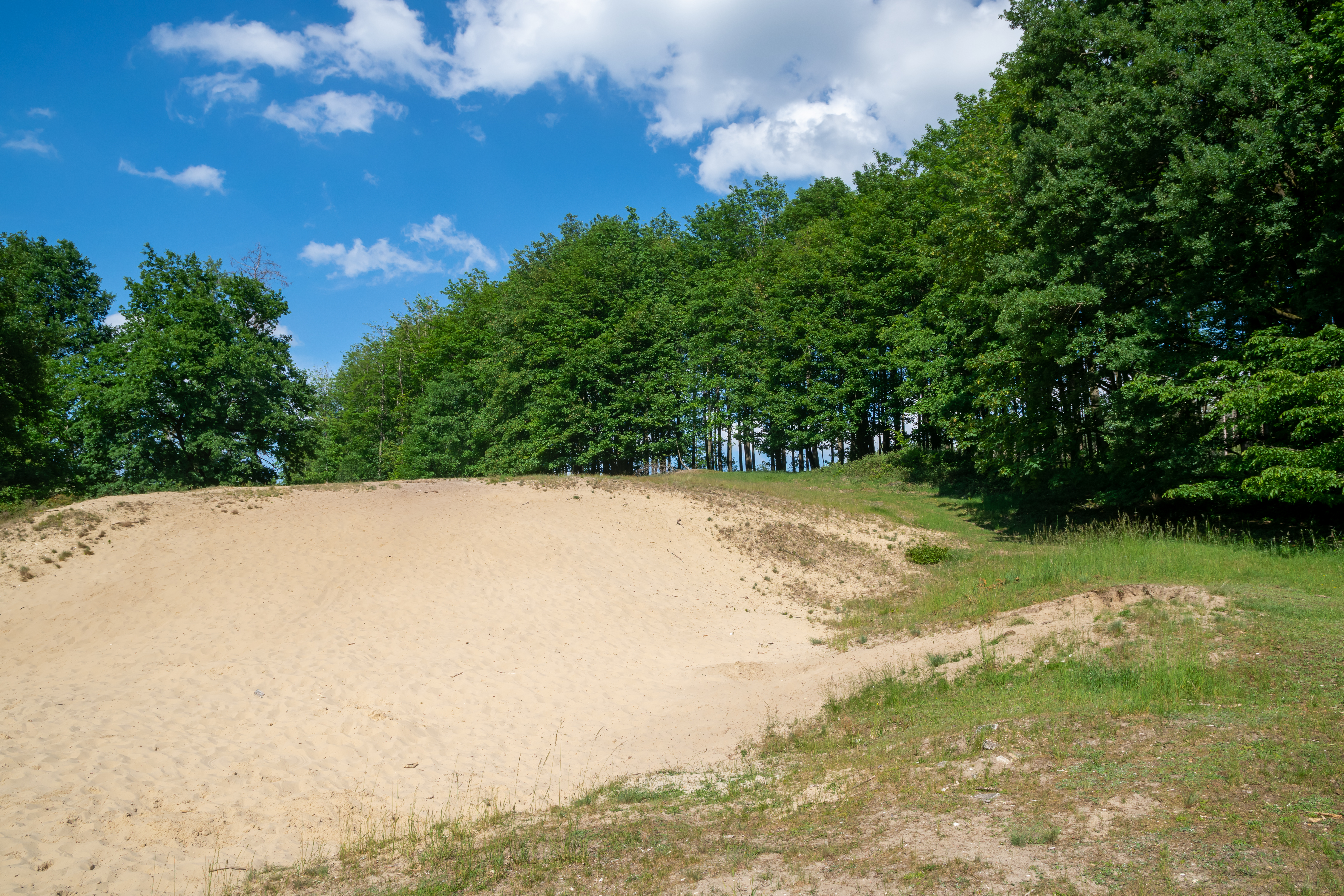
Offene Sanddüne mit Silbergrasflur

Das Landschaftsschutzgebiet Hecken-Grünlandkomplex nordöstlich Kohlstädt mit etwa 13 ha Flächengröße liegt im Gemeindegebiet von Schlangen. Es wurde 2005 mit dem Landschaftsplan  Nr. 10 Horn-Bad Meinberg/Schlangen durch den Kreistag des Kreises Lippe als Landschaftsschutzgebiet (LSG) ausgewiesen.

## Beschreibung
Das Landschaftsschutzgebiet liegt nordöstlich von Kohlstädt. Teils grenzt die Bebauung direkt an. Das LSG umfasst einen Biotopkomplex zwischen dem Siedlungsrand und dem geschlossenen Waldgebiet des Teutoburger Waldes. Der Hecken-Grünlandkomplex befindet sich an süd- und westexponierten Hängen. Teilweise wird das Grünland extensiv genutzt. Bei den Hecken handelt es sich um stark verwachsene Baumhecken. Am Nordostrand liegt eine offene Sanddüne mit einer Silbergrasflur.

## Schutzzwecke für das LSG
Laut Landschaftsplan erfolgte die Ausweisung des LSG
- „zur Erhaltung der Leistungsfähigkeit des Naturhaushaltes,“
- „zur Erhaltung und Wiederherstellung eines Waldbereiches mit unterschiedlichen Feuchtestufen,“
- „zur Erhaltung eines Waldkomplexes in der Zerfallphase, wegen der Eigenart und Schönheit des alten Hudewaldes,“
- „zur Sicherung der das Landschaftsbild prägenden Alt- und Totholzbestände.“[1]

## Rechtliche Vorschriften
Im Landschaftsschutzgebiet ist unter anderem das Errichten bzw. Anlegen von Bauten und Fischteichen verboten. Grün- und Brachland darf nicht in eine andere Nutzungsart umgewandelt oder umgebrochen werden. Es ist im LSG verboten, Hunde frei laufen zu lassen, ausgenommen ist die ordnungsgemäße Jagd und Hof- und Gartenbereiche. Obstbäume auf Obstwiesen und Einzelbäume dürfen nur gefällt werden, wenn dies einvernehmlich mit der Unteren Landschaftsbehörde abgestimmt wurde und entsprechende Ersatzbäume gepflanzt werden.